# Mer de Bellingshausen
Pour les articles homonymes, voir Bellingshausen.
La mer de Bellingshausen est une mer de l'océan Pacifique.
Elle porte le nom de l'amiral et explorateur russe Fabian Gottlieb von Bellingshausen, qui découvrit l'Antarctique en 1820.
Située à l'ouest de la péninsule Antarctique, elle s’étend jusqu'à la mer d’Amundsen, longeant la côte Eights et la côte Bryan devant la terre d’Ellsworth. Les principales îles baignées par cette mer sont l’île Alexandre-Ier et l’île Thurston.